# Малое Стройково
 Малое Стройково  — опустевшая деревня в Лузском муниципальном округе Кировской области.

## География
Расположена на расстоянии примерно 46 км по прямой на северо-восток от районного центра города Луза.

## История
Известна с 1926 года как деревня с 16 домохозяйствами и 84 жителями, в 1950 домохозяйств было 11 и жителей 36, в 1989 оставался 1 житель . До конца 2020 года находилась в составе Лальского городского поселения.

## Население
Постоянное население составляло 2 человека (русские 100%) в 2002 году, 0в 2010.